# Brigitte Helmová
Brigitte Helmová (17. března 1908, podle jiných zdrojů – nepřesně – 17. března 1906, Berlín – 11. června 1996 Ascona, Švýcarsko; vlastním jménem Brigitte Eva Gisela Schittenhelmová) byla německá filmová herečka. Známá se stala především svou hlavní dvojrolí v německém němém filmu Metropolis z roku 1927.
V roce 1935, poté co vystoupila ve více než 30 filmech, se dobrovolně vzdala své velmi úspěšné filmové kariéry a stáhla se do ústraní. Věnovala se rodině, odmítala další nabídky na účinkování ve filmech, nikdy nevystoupila v televizi a do konce života odmítala poskytnout interview týkající se její filmové kariéry.

## Život
Jejím otcem byl důstojník Alexander Johannes Schittenhelm (1871–1913), její matkou Gertrud Martha Schittenhelmová, rozená Tewsová (1877–1955).
Brigitte Helmová navštěvovala školu Johannaheim v městečku Hirschfelde (dnes součást města Werneuchen ve spolkovém státě Braniborsko). Zde mimo jiné hrála ve školním představení hry Sen noci svatojánské od Williama Shakespeara. Jako šestnáctiletá se písemně obrátila na proslulého režiséra Fritze Langa, protože se, přesvědčená o svém talentu, chtěla stát filmovou herečkou. V oblíbeném letovisku filmových tvůrců Neubabelsberg hrála před Langem roli Alžběty ve hře Friedricha Schillera Marie Stuartovna. Nadšen mimo jiné z její volby role Alžběty, z jejího hereckého výrazu a improvizačních schopností, doporučil ji filmovému studiu UFA, od kterého se Brigittě Helmové dostalo hereckého vzdělání. Poté se Lang, navzdory mnoha pochybnostem, rozhodl obsadit Brigitte Helmovou do hlavní dvojrole Marie/ženy-robota ve svém velkofilmu Metropolis.
Po ukončení hereckého vzdělání uzavřela Brigitte Helmová roku 1925 s filmovým studiem UFA desetiletou smlouvu a během následujících deseti let hrála v mnoha filmech téměř výhradně hlavní role. Aby nebyla zaškatulkována výhradně do rolí femme fatale, podala stížnost u studia Ufa, která byla akceptována, načež byla obsazována i do jiných ženských rolí. V roce 1930 hrála ve svém prvním zvukovém filmu s názvem Zpívající město. Protože bylo tou dobou obvyklé natáčet zvukové filmy vícekrát v různých jazykových verzích, účinkovala také ve francouzských či anglických filmech, které však byly vesměs jazykovými mutacemi úspěšných německých filmů.
V roce 1935 hrála ve svém posledním filmu Ein idealer Gatte; navzdory snahám ze strany filmového studia Ufa již neprodloužila svou smlouvu. Provdala se (ve druhém manželství) za továrníka Hugo Eduarda Kunheima (1902–1986), se kterým se odstěhovala do Švýcarska a přivedla na svět čtyři děti. Do filmové branže se již nikdy nevrátila. Roku 1996 zemřela ve švýcarské Asconě.

## Filmografie

### Němé filmy
- 1927 Metropolis (režie: Fritz Lang)
- 1927 Láska Jeanne Neyové (Die Liebe der Jeanne Ney, režie: Georg Wilhelm Pabst)
- 1927 Na kraji světa (Am Rande der Welt, režie: Karl Grune)
- 1928 Alraune (režie: Henrik Galeen)
- 1928 Jachta sedmi hříchů (Die Yacht der sieben Sünden, režie: Jakob Fleck, Luise Fleck)
- 1928 Rozvod paní Ireny (Abwege, režie: Georg Wilhelm Pabst)
- 1928 Peníze (Das Geld, někdy také Geld! Geld!! Geld!!! – francouzský orig. titul: L’Argent; režie: Marcel L’Herbier)
- 1928 Skandal in Baden-Baden (režie: Erich Waschneck)
- 1929 Lež Niny Petrovny (Die wunderbare Lüge der Nina Petrowna, režie: Hanns Schwarz)
- 1929 Manolescu (režie: Viktor Turžanskij)

### Zvukové filmy
- 1930 Zpívající město (Die singende Stadt, režie: Carmine Gallone)
- 1930 Alraune (režie: Richard Oswald)
- 1930 Gloria (německá verze, režie: Frederik Fuglsang)
- 1930 Gloria (francouzská verze, režie: Frederik Fuglsang)
- 1931 Im Geheimdienst (režie: Gustav Ucicky)
- 1931 Hraběnka Monte Christo (Die Gräfin von Monte Christo, režie: Karl Hartl)
- 1932 Cikánská symfonie (The Blue Danube, režie: Herbert Wilcox)
- 1932 Gilgi, jedna z nás (Eine von uns, režie: Johannes Meyer)
- 1932 Vládkyně Atlantidy (Die Herrin von Atlantis, režie: Georg Wilhelm Pabst)
- 1932 L’Atlantide (režie: Georg Wilhelm Pabst) – francouzská verze předchozího filmu
- 1932 The Mistress of Atlantis (režie: Georg Wilhelm Pabst) – anglická verze předchozího filmu
- 1932 Svatební cesta ve třech (Hochzeitsreise zu dritt, režie: Erich Schmidt, Joe May)
- 1932 Voyage de notes (režie: Germain Fried, Joe May)
- 1933 Inge und die Millionen (režie: Erich Engel)
- 1933 Der Läufer von Marathón (režie: Ewald André Dupont)
- 1933 V poutech zákona (Die schönen Tage von Aranjuez, režie: Johannes Meyer)
- 1933 Adieu les beaux jours (režie: André Beucler, Johannes Meyer) – francouzská verze předchozího filmu
- 1933 Spione am Werk (režie: Gerhard Lamprecht)
- 1933 L’Étoile de Valencia (režie: Serge de Poligny)
- 1934 Fürst Woronzeff (režie: Arthur Robison)
- 1934 Le secret de Woronzeff (režie: André Beucler, Arthur Robison)
- 1934 Die Insel (režie: Hans Steinhoff)
- 1934 Vers l’abîme (režie: Hans Steinhoff, Serge Véber) – francouzská verze předchozího filmu
- 1934 Zlato (Gold, režie Karl Hartl)
- 1934 L’Or (režie Karl Hartl, Serge de Poligny) – francouzská verze předchozího filmu
- 1935: Ein idealer Gatte (režie: Herbert Selpin)